# Thomas Phillips (militär)
Thomas "Tom" Spencer Vaughan Phillips, KCB, född 19 februari 1888, död 10 december 1941, brittisk viceamiral i Royal Navy. Fick smeknamnet "Tom Thumb" för han var liten till växten. Han är mest känd för att ha fört befälet över Force Z under den japanska invasionen av Malaya, där han gick under med sitt flaggskepp, slagskeppet HMS Prince of Wales.

## Tidigt- och privatliv
Phillips var son till överste Thomas Vaughan Wynn Phillips ur Royal Artillery. Hans mor, Louisa Mary Adeline de Horsey Phillips, var dotter till amiral sir Algernon Frederick Rous de Horsey.

## Militärkarriär
Phillips tog värvning i Royal Navy år 1903 som kadett. Han blev sjökadett år 1904, befordrades till löjtnant år 1907, och kapten i juli 1908. 
I första världskriget tjänstgjorde han på jagare i Medelhavet och i fjärran östern. Han gick på stabsskola i ett år från juni 1919, och var militär rådgivare vid League of Nations från 1920 till 1922. Han befordrades till kommendörkapten i juni 1921 och kommendör i juni 1927. År 1932 blev Phillips utnämnd till assisterande chef för planavdelningen inom amiralitetet. År 1938 befordrades han till kommendör av 1. graden och i januari 1939 till konteramiral, och förde då befäl över jagarflottiljen i Home Fleet.
Från 1 juni 1939 till 21 oktober 1941 var Phillips vikarierande och senare vice chef för marinen (First Sea Lord). Han fick Winston Churchills förtroende och denne utnämnde honom till tillförordnad viceamiral i februari 1940. I slutet av 1941 blev han befälhavare för Far East Fleet med högkvarter i Singapore. Han seglade med sin styrka under beteckningen Force G som senare blev Force Z. Han gick under med sitt flaggskepp HMS Prince of Wales den 10 december 1941 efter ett japanskt anfall under andra världskriget.